# Landgraafschap Hessen
Het landgraafschap Hessen (Duits: Landgrafschaft Hessen) was van 1264 tot 1458 en van 1500 tot 1567 een land binnen het Heilige Roomse Rijk.
Met de dood van Hendrik Raspe, landgraaf van Thüringen in 1247 was het huis Thüringen in mannelijke lijn uitgestorven, waardoor de Thüringse Successieoorlog uitbrak. Een van de erfgenamen was Sophia, de dochter van landgraaf Lodewijk IV van Thüringen, die gehuwd was met hertog Hendrik II van Brabant. De andere pretendent was Hendrik III van Meißen, de markgraaf van Meissen.
In 1263 werd het verdrag van Meißen gesloten, waarbij Hessen werd afgescheiden van Thüringen en aan Sophie van Brabant werd afgestaan. In hetzelfde jaar werd het Langsdorfer vertrag met het keurvorstendom Mainz gesloten, waarin Mainz afzag van het intrekken van zijn lenen. Hessen werd echter niet verenigd met het hertogdom Brabant omdat in Brabant Hendrik III van Brabant, de oudste zoon uit het eerste huwelijk van hertog Hendrik II, de rechtmatige opvolger was. Zo ontstonden er een Brabantse en een Hessische tak.
Hendrik het kind, zoon van Sofia en Hendrik II, werd in 1263 de eerste landgraaf van Hessen.
De landgraaf werd op 11 mei 1291 tot rijksvorst verheven voor Eschwege en Boyneburg. Na de dood van Hendrik I in 1308 werd het landgraafschap verdeeld onder zijn zoons:
- Jan kreeg Neder-Hessen (uitgestorven in 1311)
- Otto kreeg Opper-Hessen

De beide delen werden dus al snel in 1311 weer herenigd. In 1360 werd half Schmalkalden gekocht van Henneberg-Schleusingen. Op 9 juni 1373 werd een erfverbroedering met het markgraafschap Meißen gesloten, waardoor het hele landgraafschap voortaan de status van rijksleenbaar vorstendom kreeg. In 1427 werd met Mainz de Frankfurter vrede gesloten, waarin Mainz definitief afstand deed van zijn aanspraken op Hessen. In 1450 werden de graafschappen Ziegenhain en Nidda gekocht, waardoor het gebied een belangrijke uitbreiding kreeg.
Na de dood van landgraaf Lodewijk de Vreedzame in 1458 werd het gebied verdeeld onder zijn twee zoons:
- Lodewijk II kreeg Neder-Hessen met de residentie Kassel
- Hendrik III kreeg Opper-Hessen met de residentie Marburg (uitgestorven in 1500)

Van 1461 tot 1463 woedde de Mainzer stichts-twist. Hessen wist daardoor als pand in het bezit te komen van Hofgeismar, Schöneberg, Gieselwerder, Battenberg, Kellerberg, Rosental, Mellnau en half Wetter.
In 1479 werd het graafschap Katzenelnbogen en Dietz met Rheinfels, Sankt Goar, Braubach, Rüsselsheim, Darmstadt en Hohenstein geërfd, ten gevolge van het huwelijk van Hendrik III van Hessen met Anna van Katzenelnbogen.
Na het uitsterven van Huis Hessen-Marburg in 1500 kwam Katzenelnbogen bij testament aan Hessen-Kassel.
In 1504 werd Homburg verworven en in 1521 werd een erfverdrag met Henneberg-Schleusingen gesloten. 
In 1524 werd landgraaf Filips I van Hessen luthers, waarna hij in 1526 de reformatie invoerde. Na de nederlaag in de Schmalkaldische Oorlog zat de landgraaf van 1547 tot 1552 in gevangenschap.
Na de dood van landgraaf Filips I in 1567 werd het landgraafschap door zijn vier zoons verdeeld in het Brüdervergleich:
- Willem kreeg met Neder-Hessen ongeveer de helft van het grondgebied: van Landgraafschap Hessen-Kassel.
- Lodewijk kreeg met Opper-Hessen en kwart van het bezit: Hessen-Marburg  (uitgestorven in 1604)
- Filips kreeg met Neder-Katzenelnbogen een achtste van het bezit: Hessen-Rheinfels (uitgestorven in 1583)
- George kreeg met Opper-Katzenelnbogen een achtste van het bezit: Hessen-Darmstadt